# John Hart (actor)
John Hart (Los Ángeles, California; 13 de diciembre de 1917-Rosarito, Baja California; 20 de septiembre del 2009) fue un actor estadounidense.

## Biografía
Comenzó su carrera en los años 1930, actuando en papeles menores, en las películas Daughter of Shanghai y The Buccaneer. Fue conocido por reemplazar a Clayton Moore en la serie El Llanero Solitario, donde interpretó al enmascarado en 54 episodios. También protagonizó la serie Hawkeye and the Last of the Mohicans y el serial de cine Adventures of Captain Africa, Mighty Jungle Avenger!. Trabajó en la última temporada de Rawhide, donde interpretó a Narbo. Como invitado pasó por Perry Mason, Ben Casey, Los Locos Addams, CHiPs y Happy Days.

## Filmografía
- 1937: Daughter of Shanghai
- 1938: The Buccaneer
- 1940: North West Mounted Police
- 1947: Vacation Days
- 1949: Batman y Robin
- 1950: Atom Man vs. Superman
- 1951: Stagecoach Driver
- 1952: Kansas Territory
- 1953: The Lone Ranger, serie de televisión
- 1953: The Great Adventures of Captain Kidd
- 1955: Adventures of Captain Africa, Mighty Jungle Avenger! "serial de cine"
- 1956: The Ten Commandments
- 1957: Hawkeye and the Last of the Mohicans, serie de televisión
- 1962: The Horizontal Lieutenant
- 1965: Rawhide, serie de televisión
- 1966: Django spara per primo
- 1970: The Phynx
- 1973: Santee
- 1973: Blackenstein
- 1976: Blood Voyage
- 1976: The Astral Factor
- 1978: Cheerleaders Beach Party
- 1981: The Greatest American Hero
- 1981: The Legend of the Lone Ranger